# Haidowie
Haidowie (hai. Haida) – plemię Indian Ameryki Północnej. Wraz z plemionami Tlingit, Kwakiutl, Nootka i Chilkat tworzyli społeczeństwa potlaczowe, zamieszkiwali wybrzeże północno-zachodnie na pograniczu Stanów Zjednoczonych i Kanady.
W grupach tych przywódcą rodziny był mężczyzna (inaczej, niż np. u matrylinearnych Irokezów), określany jako nominalny przywódca danego obszaru na lądzie i na morzu. Typowym symbolem owych grup był słup totemiczny, usytuowany w centralnej części domu lub przed wejściem.
Zasadniczym centrum kultury plemienia Haidów jest archipelag Haida Gwaii w Kanadzie. Uznaje się go za prehistoryczne siedlisko tych ludów. Plemię Haida (Haida Nation) posiada autonomię lokalną i system organizacyjny zbliżony do tradycyjnego systemu społecznego istniejącego przed przybyciem Europejczyków. Ze spisu ludności przeprowadzonego w 2006 wynika, że mieszka tu ponad 5000 Haidów, kolejne 2000 mieszka w pobliskim Vancouverze i Prince Rupert.

## Liczebność w USA
Według danych U.S. Census Bureau, podczas spisu powszechnego w 2000 roku 14 825 obywateli USA zadeklarowało, że jest pochodzenia Tlingit-Haida (w tym 1239 Haida), zaś 22 365 oświadczyło, że ma pochodzenie wyłącznie lub między innymi Tlingit-Haida (w tym 4264 Haida).